# Mike Vallely
Mike Vallely (født 29. juni 1970) er en amerikansk professionel skateboarder.

## Karriere
Vallely startede med at stå på skateboard i efteråret 1984 og blev sponsoreret kun to år senere i sommeren 1986 af skateboardproducenten Powell Peralta. Samme sommer blev han amerikansk amatørmester i streetstyle i NSA og kom på forsiden af Thrasher Magazine. Han blev professionel i 1987, og i 1988 flyttede han fra fødestaten New Jersey til Californien, og hans første skateboardmodel blev sendt på markedet af Powell Peralta. I 1989 forlod han Powell Peralta for at være med til at sætte gang i det nystartede skateboardfirma, World Industries.
I 1995 vandt Vallely første udgave af den årligt tilbagevendende Skatepark Of Tampa Pro Street Contest i Tampa, Florida, og han deltog i den første udgave af X-Games. I 1997 rejste han til Kina for at være med til at lave de allerførste professionelle skateboarddemonstrationer i landet. I 1998 udsendte Etnies Footwear de første skateboardsko med Vallelys navn.
I sommeren 2001 tog Mike Vallely med Tony Hawk på dennes "Gigantic Skatepark Tour", hvilket blev første ud af flere gange, hvor han optrådte sammen med Hawk på turneer, hvilket senere blev fulgt op af deltagelse i Hawks computerspil som Tony Hawks American Wasteland og Tony Hawks Project 8.
I årenes løb har han medvirket i en lang række tv- og dvd-produktioner, herunder Drive, der præsenterer Vallelys karriere samt hans forhold til sporten og kulturen herom.
I 2002 kastede han sig over et nyt projekt, idet han dannede bandet Mike V and the Rats, og han udgav desuden et soloalbum. I 2003 gæsteoptrådte han som sanger ved Black Flags genforeningskoncert i Hollywood. Han har senere dannet et nyt orkester, Revolution Mother.

## Privatliv
Mike Vallely giftede sig i 1992 med sin kæreste gennem lang tid, Ann, og i december samme år fik de deres første datter, Emily. I september 2001 fik parret sin anden datter, Lucinda.
Han er i sin fritid stor fan af ishockey, især af Anaheim Ducks.